# Bengale oriental
Pour les articles homonymes, voir Bengale (homonymie).
1947–1955
Entités précédentes :
- Présidence du Bengale

Entités suivantes :
- Pakistan oriental

Bengale oriental (en bengali : পূর্ব বাংলা ; Purbô Bangla) était une province du Pakistan entre 1947 et 1955. Elle est née de la division du Bengale en deux lors de la partition des Indes, et fut attribuée au Dominion du Pakistan. La partie occidentale devenant État de l'Union indienne, sous le nom de Bengale-Occidental. En 1956, le Bengale oriental pris le nom de « Pakistan oriental ». Celui-ci obtint son indépendance en 1971 pour devenir le Bangladesh.

## Gouvernement du Bengale oriental
| Mandat                                                         | Gouverneur du Bengale oriental               | Gouverneur du Bengale oriental     |
| -------------------------------------------------------------- | -------------------------------------------- | ---------------------------------- |
| 15 août 1947 - 31 mars 1950                                    | Sir Frederick Chalmers                       | Sir Frederick Chalmers             |
| 31 mars 1950 - 31 mars 1953                                    | Sir Feroz Khan Noon                          | Sir Feroz Khan Noon                |
| 31 mars 1953 - 29 mai 1954                                     | Chaudhry Khaliquzzaman                       | Chaudhry Khaliquzzaman             |
| 29 mai 1954 - mai 1955                                         | Iskandar Ali Mirza                           | Iskandar Ali Mirza                 |
| Mai 1955 - juin 1955                                           | Muhammad Shahabuddin (par intérim)           | Muhammad Shahabuddin (par intérim) |
| Juin 1955 - 14 octobre 1955                                    | Amiruddin Ahmad                              | Amiruddin Ahmad                    |
| 14 octobre 1955 : La province du Bengale oriental est dissoute |                                              |                                    |
| Mandat                                                         | Premier ministre du Pakistan oriental        | Parti politique                    |
| 15 août 1947 - 14 septembre 1948                               | Khawaja Nazimuddin                           | Ligue musulmane                    |
| 14 septembre 1948 - 3 avril 1954                               | Nurul Amin                                   | Ligue musulmane                    |
| 3 avril 1954 - 29 mai 1954                                     | A. K. Fazlul Huq                             | Front Uni                          |
| 29 mai 1954 - août 1955                                        | Pouvoir sous tutelle direct du gouverneur    |                                    |
| Août 1955 - 14 octobre 1955                                    | Abu Hussain Sarkar                           | Krishak Sramik Party               |
| 14 octobre 1955                                                | La province du Bengale oriental est dissoute |                                    |